# Литература на языке суахили
Литература на суахили — это литература, написанная на языке суахили, в частности, народом суахили на восточноафриканском побережье и соседних островах. Термин может также относиться к литературе, написанной людьми, которые пишут на языке суахили. Это ответвление культуры банту.
Первые литературные произведения датируются началом XVIII века, когда вся литература на суахили была написана арабским письмом. Ян Кнапперт считал самым ранним письменным текстом на суахили перевод арабской поэмы Хамзия 1652 года. Начиная с XIX века, миссионеры и востоковеды ввели латинский алфавит для  суахили.

## Характеристика
Литература суахили была объектом исследования многих западных учёных с XIX века. Существует дискуссия относительно объективности, поскольку несколько учёных пытались установить канон письма суахили.
Одной из основных характеристик литературы суахили является относительная гетерогенность языка суахили. Можно найти произведения, написанные на языках киаму, кимвита, кипемба, киунгуджа, кимрима, кимтанг'ата, ки-дар-эс-салам и ки-найроби, которые считаются разновидностями суахили.
Некоторые западные учёные, такие как Ян Кнапперт, иногда характеризуют литературу на суахили как исламскую. Этот подход подвергся критике со стороны некоторых экспертов, таких как Аламин Мазруи и Ибрагим Нур Шариф. Фактически, в поэзии суахили создано много светских произведений такими поэтами как Муяка бин Гассани и Мухаммед Киджума.
Из-за этого востоковедного исследования и интереса к культуре и языку суахили, большинство тезисов, сделанных о литературе суахили, были сделаны за пределами здешних мест.

## Классификация
Литература на суахили подразделяется на три жанра: ривея (роман), тамтилия (драма/пьеса) и ушайри (поэзия). Учёные, однако, упоминают проблему в литературной классификации, потому что чувство ориентации, связанное с жанром, не работает должным образом для литературы на суахили.
Отсутствие чётких и решающих параметров для жанров может быть проиллюстрировано сближением устных и письменных литературных форм. Раймунд Охли отметил, что названия жанров не определены чётко, а наименования слишком расплывчаты, чтобы различать данные классы.

## Художественная литература
Художественная литература на языке суахили состояла в основном из устных повествовательных традиций. Лишь в 1940-х годах на суахили появилась письменная литература. Современная литература на суахили является прямым результатом стандартизации суахили. Ранее писатели писали на определённом диалекте, чтобы показать свою привязанность к данному диалекту, такому как ламу, танга или момбаса. Нормализация суахилийских писателей, таких как Джордж Мхина и Линдон Харрис, мотивировала развитие суахили путём создания литературного корпуса.

## Поэзия
В целом считается, что поэзия суахили происходит от арабской поэзии. Поэзия на суахили или «ушайри» (от араб. Shîir, поэзия) до сих пор пишется в традиционной манере. Согласно исследованиям, традиционная поэзия создана для того, чтобы петь, а не читать. Истоки её восходят к прибрежным городам Ламу и Пате на севере Кении, а затем распространилась на регион Танга, Занзибар и другие близлежащие районы. Поэтическая традиция всё ещё жива сегодня, так как пьесы часто публикуются в местных газетах и используются в таарабских песнях и музыкальном театре, популярном на Занзибаре и суахильском побережье.
Однако между суахилийской и арабской поэзией есть несколько принципиальных различий. При большом африканском влиянии эти две поэзии едва ли можно сравнить, ибо это sui generis.
Традиционную поэзию можно разделить на различные группы в зависимости от её формы и содержания. Она может быть эпической, лирической или дидактической, а также религиозной или светской. Примерами повествовательной поэзии, известной как утензи, являются "Утенди ва Тамбука" (Книга об Ираклии) Бваны Мвенго (датируется примерно 1728 годом) и "Утенди ва Шуфака" (Поэма милосердия).
Использование суахилийской прозы до недавнего времени практически ограничивалось утилитарными целями. Однако традиционное искусство устного выражения в поэзии породило ряд ценных произведений. Оно характеризуется своими гомилетическими аспектами, героическими песнями, фольклорными балладами и юмористическими диалогами, которые точно изображают суахилийскую жизнь, культурные верования и традиции. Из-за непосредственного исторического аспекта суахилийской литературы, особенно в XIX веке, до сих пор трудно интерпретировать многие стихи из-за отсутствия знаний о контексте, в котором они были написаны.

## Известные авторы
- Фарук Топан[англ.], Занзибар
- Кристофер Мвашинга[англ.] (1965—), Танзания
- Эбрахим Хуссейн[англ.] (1943—), Танзания
- Мухаммед Саид Абдулла[англ.]* (1918—1991), Танзания
- Фадхи Мтанга[англ.] (1981—), Танзания
- Пера Ридхивани (1917–1997), Танзания
- Мэй Балисидья[англ.] (1947—1987), Танзания
- Мзее Хамис Акида (1914—2007), Танзания
- Саид Ахмед Мохамед (Саид Хамис; 1947—), Занзибар
- Абдилатиф Абдалла (1946—), Кения
- Адам Шафи Адам (1940—), Занзибар
- Мохамед Сулейман Мохамед (1945—), Занзибар
- Профессор Али Аламин Мазруи (1933—2014), Кения
- Катама Мканги (1945—2004), Кения
- Шаабан Роберт (1909—1962), Танзания
- Кен Валибора[пол.], Кения
- Ахмад Башейх Хусейн[суахили], Момбаса